# Monophylla terminata
Monophylla terminata är en skalbaggsart som först beskrevs av Thomas Say.  Monophylla terminata ingår i släktet Monophylla och familjen brokbaggar. Inga underarter finns listade i Catalogue of Life.